# 스팟이미지
스팟이미지(Spot Image)는 프랑스의 관측위성 영상정보 제공 회사이다. 프랑스판 디지털글로브라고 할 수 있는데, 1992년 설립된 미국의 디지털글로브와 지오아이가 순수한 민간회사라면, 1982년 설립된 스팟이미지는 프랑스 우주국 등 정부기관이 참여해서 설립했다.
프랑스와 스팟이미지와 미국의 디지털글로브, 지오아이는 국가기관의 정찰위성급 초고해상도의 위성사진을 민간에 판매하는 회사로 유명하다. 원래 이러한 민간에의 위성사진 제공은 NASA의 랜드샛 계획이 최초였고, 현재도 매우 유명하다.

## 같이 보기
- 프랑스 국립 우주 연구 센터